# Villanueva de Alcardete
Villanueva de Alcardete è un comune spagnolo di 3 503 abitanti situato nella comunità autonoma di Castiglia-La Mancia.